# Bergen-Belsen

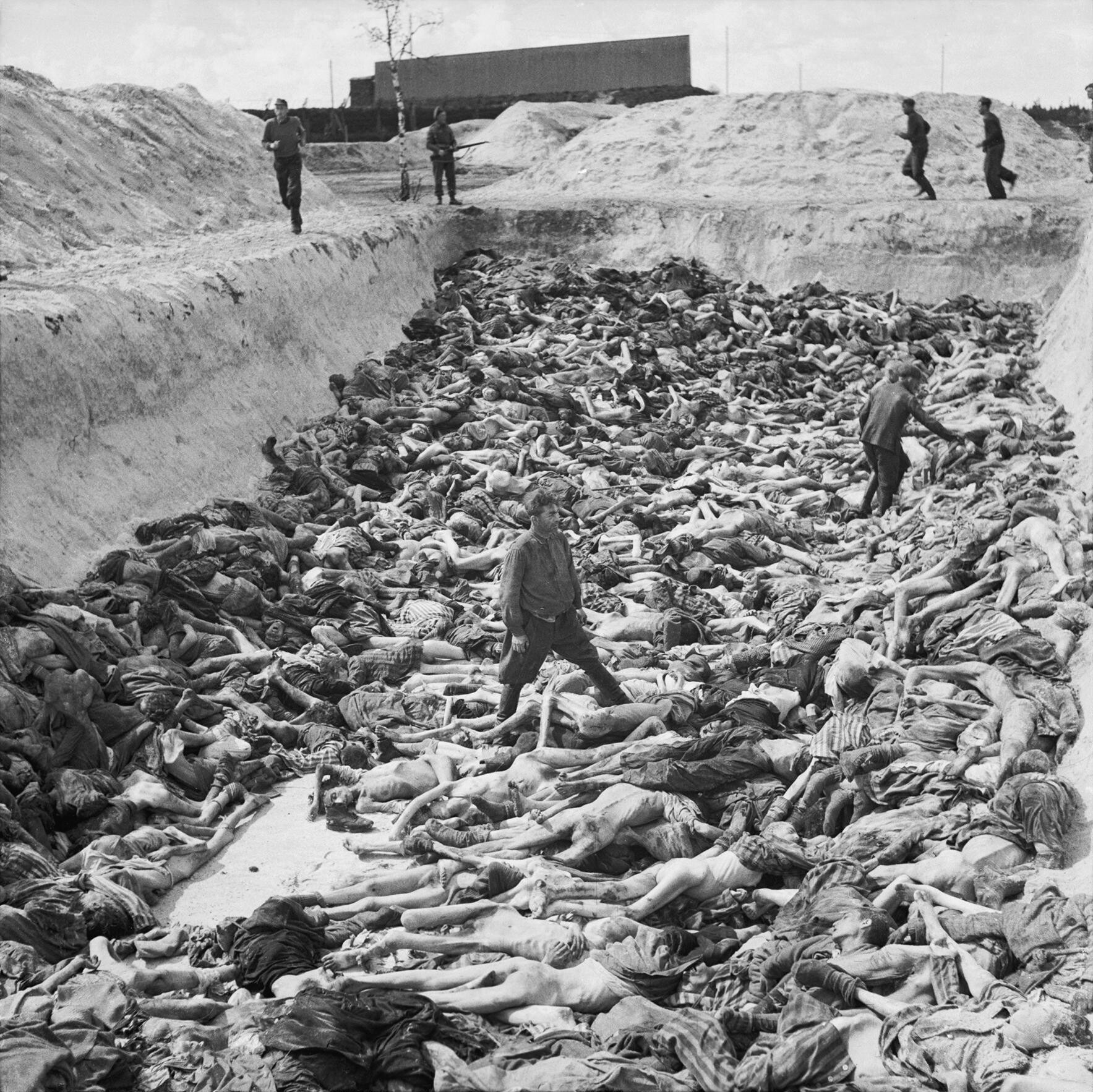
Fosa Común 3, campo de concentración Bergen-Belsen, fotografiada en abril de 1945 por George Rodger.

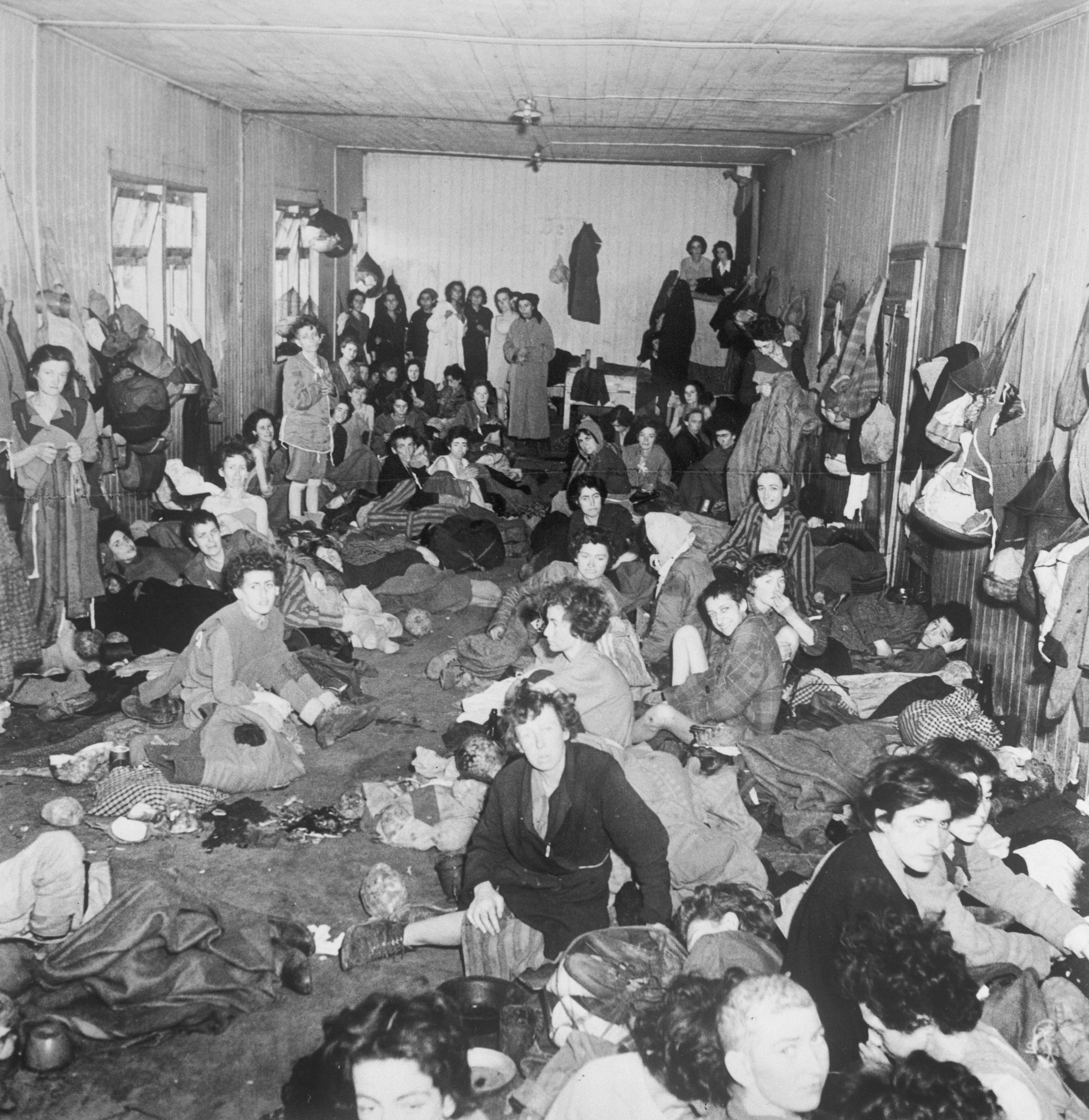
Liberación del campo en abril de 1945. Hombres y mujeres hacinados en un barracón.

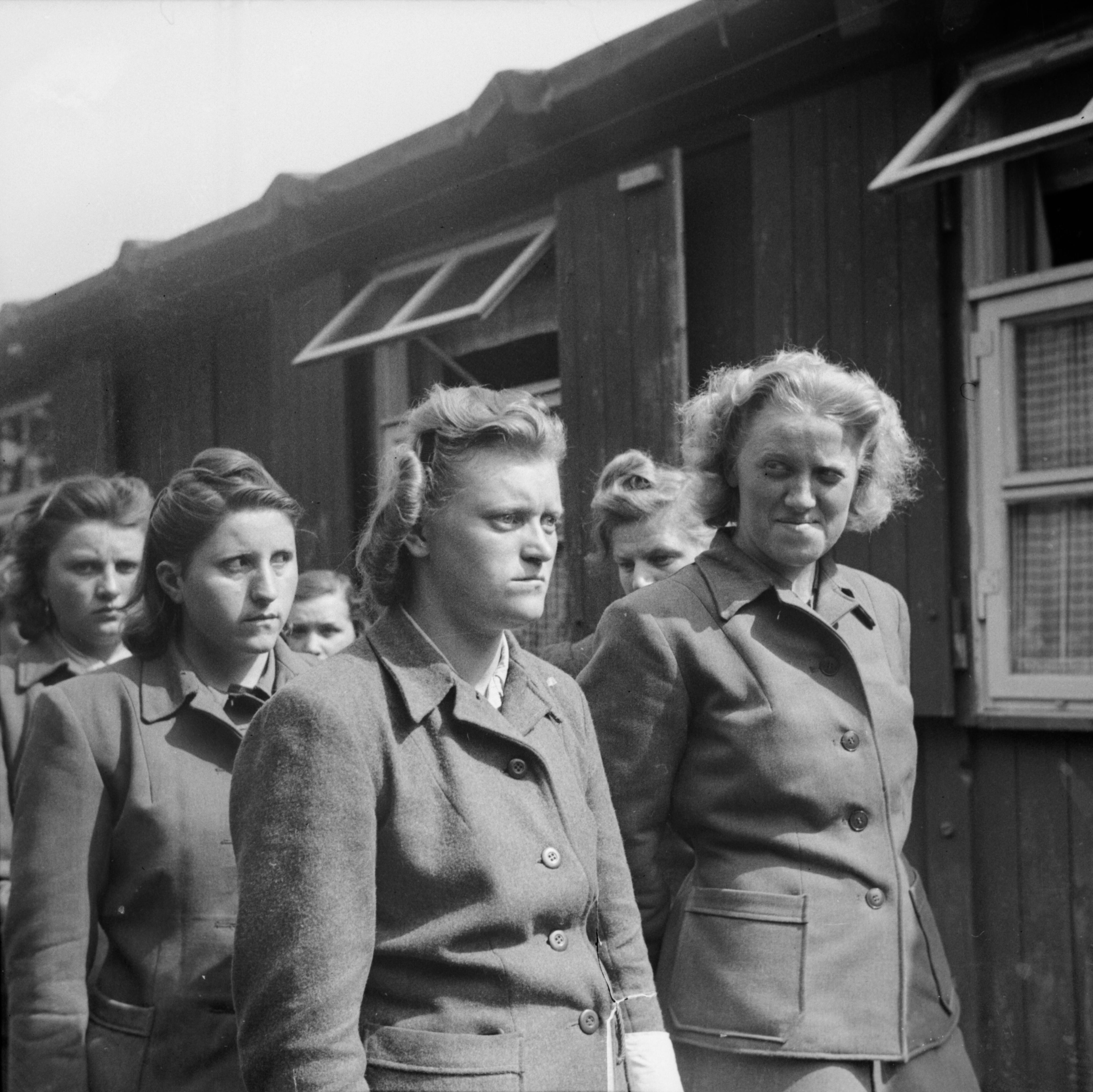
De izquierda a derecha, Hildegard Kanbach, Magdalene Kessel, Irene Haschke, Herta Ehlert y Hertha Bothe poco después de ser arrestadas.

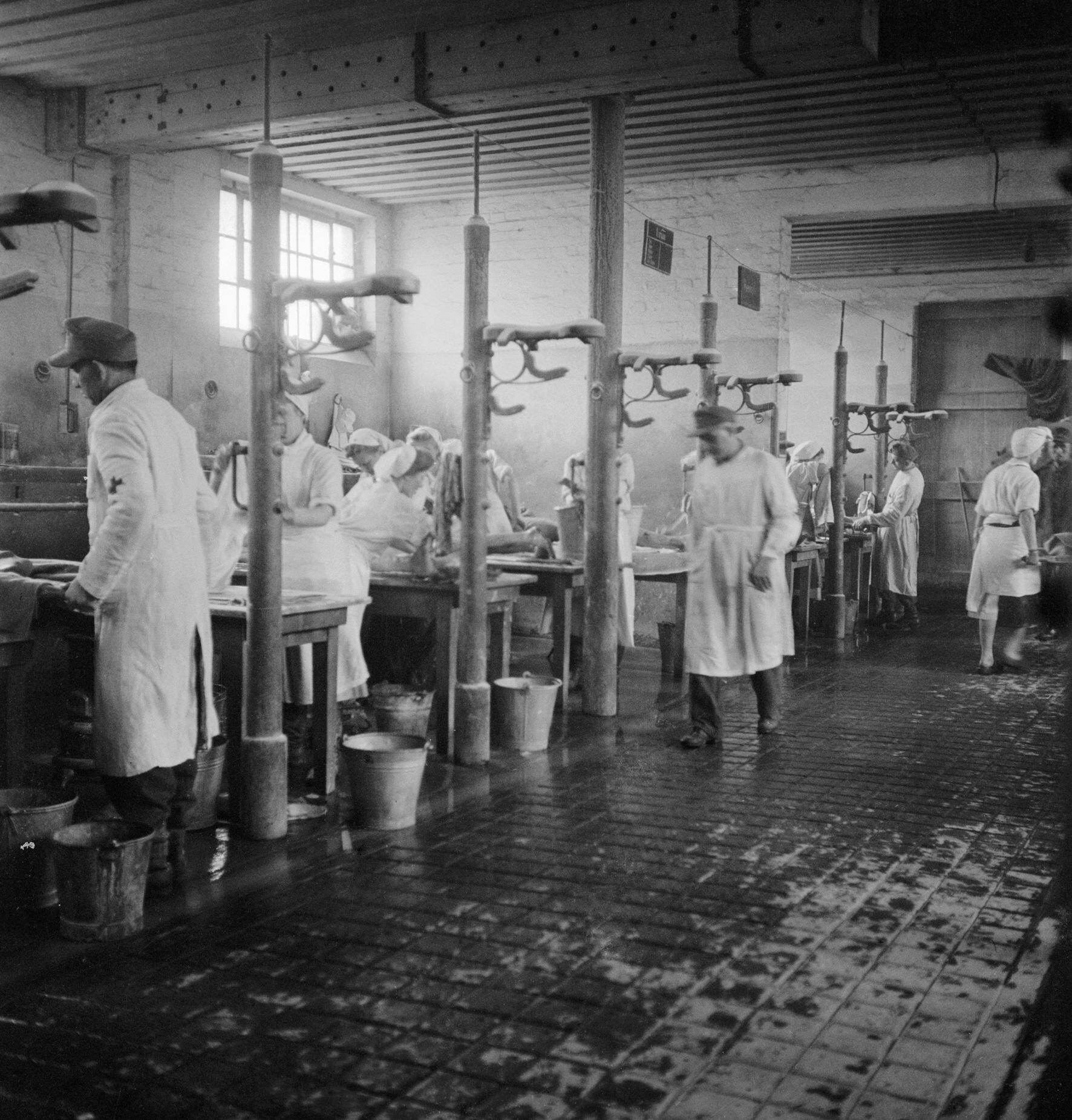
Sitio conocido como el "lavadero humano" (antiguo establo reconvertido tras la liberación en hospital). En él un equipo de médicos y enfermeras alemanas fueron obligados a limpiar y despiojar a los enfermos de Bergen-Belsen.

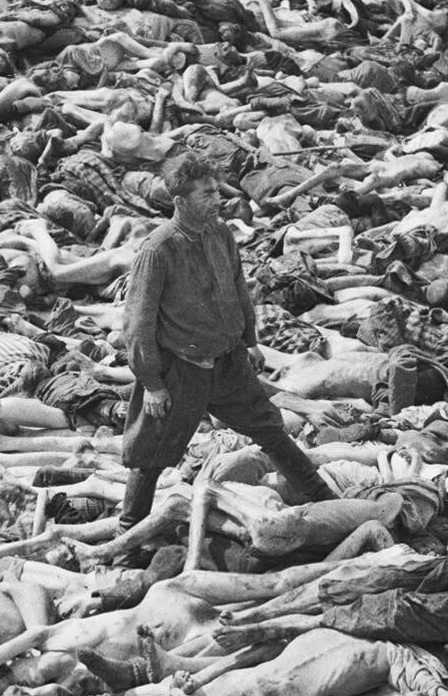
El Dr. Fritz Klein, de las SS, camina entre los cadáveres de prisioneros de Bergen-Belsen tras la liberación del campo.

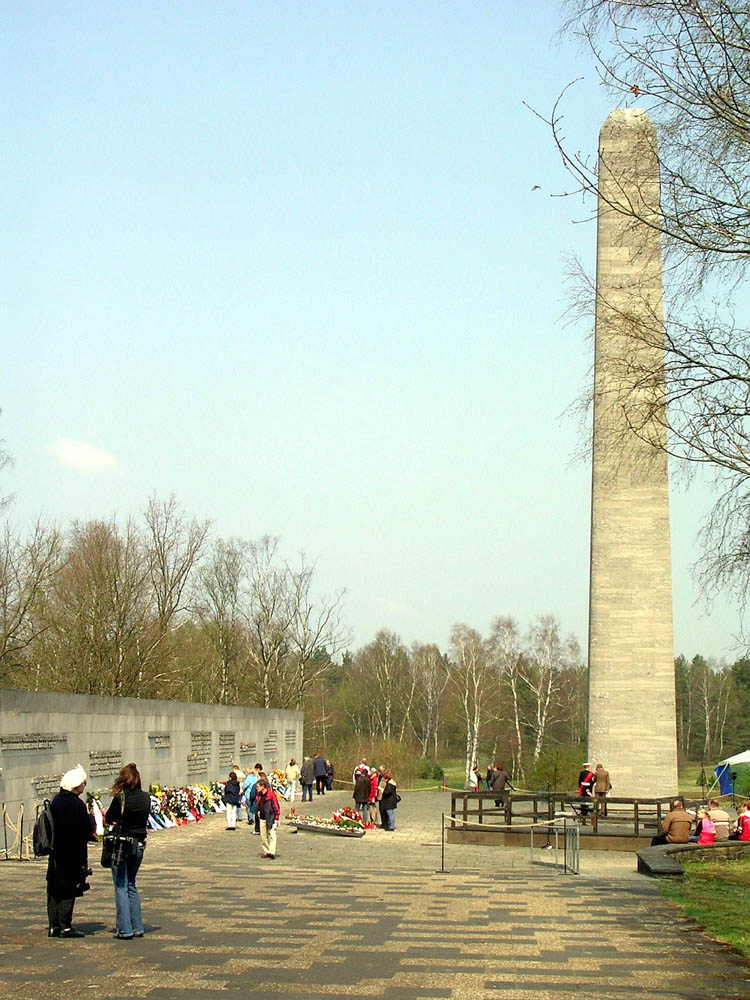
Monumento en el campo de concentración de Bergen-Belsen.

Bergen-Belsen fue un campo de concentración nazi en la Baja Sajonia, Alemania, cerca de las ciudades de Bergen y Belsen, junto a Celle. Fue fundado como un campo de prisioneros de guerra de la Wehrmacht, pero en 1943 se convirtió en un campo de concentración de las SS. Al principio alojaba judíos para intercambiarlos por prisioneros de guerra alemanes. Luego, se amplió para alojar judíos de otros campos.
De 1941 a 1945, murieron allí más de 50 000 prisioneros, entre los cuales hubo unos 20 000 prisioneros de guerra soviéticos. El hacinamiento, la falta de alimentos y las malas condiciones sanitarias causaron brotes de tifus, tuberculosis, fiebre tifoidea y disentería, lo que provocó la muerte de más de 35 000 personas en los primeros meses de 1945, poco antes y después de la liberación.
El campo fue liberado el 15 de abril de 1945 por la 11.ª División Blindada del Reino Unido. Los soldados descubrieron 60 000 prisioneros, la mayor parte de los cuales estaban medio muertos de hambre y enfermos; 13 000 cadáveres tirados por el campamento sin enterrar. Los horrores del campo, documentados en películas y fotografías, hicieron que Belsen fuera un lugar emblemático de los crímenes nazis para la opinión pública de muchos países.
Después de 1945 este nombre se aplicó a un campo de personas desplazadas que se estableció cerca de allí.
En la actualidad, tiene un monumento con una sala de exposiciones.

## Campo de prisioneros de guerra
En 1935, la Wehrmacht empezó a construir un gran complejo militar cerca de Belsen, en la provincia de Hannover. Esto se convirtió en la mayor área de entrenamiento militar de Alemania en aquella época y fue usada para el entrenamiento de vehículos blindados. Los barracones se finalizaron en 1937. El campo tuvo operaciones desde entonces y en la actualidad es el Área de Entrenamiento Bergen-Hohne, para las fuerzas de la OTAN.
Los trabajadores que construyeron los edificios fueron alojados en campos cerca de Fallingbostel y Bergen, el último de los cuales fue llamado Campo de Construcción del Ejército Bergen-Belsen. Una vez que el complejo militar fue completado, entre 1938 y 1939, el campo quedó en desuso. Sin embargo, tras la invasión alemana de Polonia en septiembre de 1939, la Wehrmacht empezó a usarlo como campo de prisioneros de guerra.
El campo de cabañas cerca de Fallingbostel pasó a llamarse Stalag XI-B y fue uno de los mayores campos de prisioneros de la Wehrmacht, alojó a más de 95 000 prisioneros de varios países. En junio de 1940, los prisioneros de guerra belgas y franceses fueron alojados en las cabañas del antiguo campo de trabajadores de Bergen-Belsen. Estas instalaciones fueron ampliadas en junio de 1941, cuando Alemania se preparaba para invadir la Unión Soviética, convirtiéndose en un campo independiente llamado Stalag XI-C (311). Fue diseñado para alojar a más de 20 000 prisioneros de guerra soviéticos y fue uno de los tres campos del área. Los otros estaban en Oerbke (Stalag XI-D (321) y Wietzendorf (Stalag X-D (310). En ellos, a finales de marzo de 1942, unos 41 000 prisioneros de guerra soviéticos murieron de hambre, cansancio y enfermedades. Para el final de la guerra, el total de muertos había aumentado a 50 000. Cuando el campo de prisioneros de guerra de Bergen dejó de estar operativo a comienzos de 1945, al cederlo la Wehrmacht a las SS, en el cementerio había más de 19 500 prisioneros soviéticos muertos.
En el verano de 1943, Stalag XI-C (311) fue disuelto y Bergen-Belsen se convirtió en una rama del campo Stalag XI-B. Sirvió de hospital para los prisioneros soviéticos de hasta enero de 1945. Otros prisioneros pacientes fueron los militares italianos internados desde agosto de 1944 y, tras la represión del alzamiento de Varsovia en octubre de 1944, unos 1 000 miembros del Armia Krajowa fueron apresados en una sección separada del campo.

## Campo de concentración, 1943-1945
En abril de 1943, una parte del campo de Bergen-Belsen fue tomada por la Oficina Principal de Administración Económica de las SS. Esto lo hizo parte del sistema de campos de concentración, dirigidos por las SS Schutzstaffel pero era un caso especial. Habiendo sido designado como un zivilinterniertenlager ("campo de internamiento de civiles"), en junio de 1943 fue redesignado como aufenthaltslager (campo de alojamiento), ya que la Convención de Ginebra estipulaba que el anterior tipo de instalación debía estar abierta a inspecciones de comités internacionales. Este "campo de internamiento" o "campo de intercambio" era para judíos destinados a ser intercambiados por civiles alemanes internados en otros países, o por dinero. Las SS dividieron este campo en subsecciones para grupos individuales (el "Campo Húngaro", el "Campo Especial" para judíos polacos, el "Campo de Neutrales" para ciudadanos de países neutrales y el "Campo Estrella" para judíos alemanes). Entre el verano de 1943 y diciembre de 1944 al menos 14 600 judíos, incluyendo 2 750 niños y menores, fueron transportados al campo de Bergen-Belsen. Entre ellos, cientos de sefarditas españoles —también portugueses— procedentes en su mayoría de Holanda (campo de concentración de Westerbork) pero también de Salónica o Atenas, entre otros lugares. Debido a la pasividad de las autoridades franquistas, que hasta agosto de 1944 siguieron la línea antisemita marcada por el ministro de Exteriores Gómez-Jordana, y a la interrupción de las comunicaciones terrestres entre España y Alemania a partir de junio de 1944 con motivo del desembarco aliado de Normandía, muchos de estos prisioneros de origen español permanecieron en el campo hasta su liberación en abril de 1945. Más de la mitad perdieron la vida durante su internamiento.
Los presos fueron obligados a trabajar, muchos de ellos en el "Comando de Zapatos", que rescató piezas de cuero utilizables de los zapatos recogidos y llevados al campamento desde toda Alemania y la Europa ocupada. En general, los prisioneros de esta parte del campo fueron tratados con menos severidad que algunas otras clases de prisioneros de Bergen-Belsen hasta bastante avanzada la guerra, debido a su potencial valor de cambio percibido. Sin embargo, solo 2 560 prisioneros judíos fueron liberados de Bergen-Belsen y se les permitió salir de Alemania.
En marzo de 1944, una parte fue redesignado como Erholungslager ("Campo de Recuperación") donde prisioneros demasiado enfermos para trabajar eran traídos de otros campos de concentración. Se suponía que estaban en Belsen para recuperarse y regresar a sus campamentos originales y reanudar el trabajo, pero muchos murieron de enfermedad, hambre, agotamiento y falta de atención médica.
En agosto de 1944, se creó la sección "Campo de Mujeres". En noviembre de 1944 recibió a unas 9 000 mujeres y niñas. La mayoría de las que eran capaces de trabajar estaban poco tiempo y luego eran llevadas a otros campos de concentración o esclavo. Las primeras internadas fueron polacas, arrestadas después del fracasado alzamiento de Varsovia. Otras fueron judías de Polonia o Hungría, trasladadas desde Auschwitz.
Miles de prisioneras judías de Ravensbrueck y Auschwitz fueron transferidas a Bergen-Belsen. Las mujeres eran vulnerables al acoso y la violación. Las judías embarazadas a menudo trataban de ocultar sus embarazos o eran forzadas a abortar. La carcelera Irma Grese tenía la costumbre de azotar las mamas para que las heridas se les infectasen.
Margot y Anne Frank murieron aquí de tifus entre febrero y marzo de 1945.
El SS-Hauptsturmführer Adolf Haas fue el comandante del campo desde marzo de 1943. En diciembre de 1944 el SS-Hauptsturmführer Josef Kramer, antes en Auschwitz-Birkenau, se convirtió en el nuevo comandante. En enero de 1945, las SS tomaron el hospital de prisioneros de guerra y aumentaron el tamaño de Bergen-Belsen. Como los campos de concentración del este habían sido evacuados ante el avance del Ejército Rojo, al menos 85 000 personas fueron transportadas en vagones de ganado o fueron caminando a Bergen-Belsen. Antes de eso, el número de prisioneros en Belsen había sido mucho menor. En julio de 1944 había 7 300; en diciembre de 1944 el número había aumentado en 15 000; y en febrero de 1945 había aumentado a 22 000. El número aumentó hasta los 60 000 para el 15 de abril de 1945. Este hacinamiento condujo a un gran aumento de muertes por enfermedades: tifus, tuberculosis, fiebre tifoidea, disentería y desnutrición en un campamento diseñado para albergar a 10 000 presos. Llegados a punto, además, el estado especial de los prisioneros de intercambio ya no se aplicaba. Todos los reclusos estaban sujetos a hambre y epidemias.

### Außenlager(campos satélites)
Bergen-Belsen tenía tres campos satélites, en los que se trabajaba en armamento. Unas 2 000 prisioneras fueron forzadas a trabajar allí. Las demasiado débiles o enfermas eran llevadas a Bergen-Belsen.
Außenlager Bomlitz-Benefeld, en Bomlitz, cerca de Fallingbostel, estuvo en uso del 3 de septiembre al 15 de octubre de 1944. Estaba situado en las instalaciones de Eibia GmbH, donde se fabricaba pólvora. Unas 600 judías polacas fueron usadas para los trabajos de construcción y para la producción.
Außenlager Hambühren-Ovelgönne (Lager III, Waldeslust) en Hambühren, al sur de Winsen an der Aller, estuvo en uso desde el 23 de agosto de 1944 al 4 de febrero de 1945. Era una mina de potasio abandonada, empleada como un sitio de producción subterráneo del fabricante de aviones de Bremen Focke-Wulf. Unos 400 prisioneros, la mayoría eran mujeres judías polacas o húngaras, fueron forzadas a preparar las instalaciones y poner vías de tren. Esto fue realizado por la empresa Hochtief.
Außenlager Unterlüß-Altensothrieth (Tannenberglager), al este de Bergen, estuvo en uso desde finales de agosto de 1944 al 13 de abril de 1945. Se situó en Unterlüß, donde Rheinmetall-Borsig AG tenía un gran campo de pruebas. Más de 900 mujeres judías polacas, húngaras, rumanas, yugoslavas y checas tuvieron que talar los bosques, construir las instalaciones y fabricar municiones.
Los prisioneros eran vigilados por personal de las SS y no recibían salarios por su trabajo. Sin embargo, las empresas reembolsaron a las SS la mano de obra suministrada. Los impuestos salariales también fueron recaudados por las autoridades locales.

## Tratamiento de los prisioneros y muertes en el campo
Se estima el número de prisioneros que pasaron por el campo entre 1943 y 1945 fue de alrededor de 120 000. Debido a la destrucción de los archivos del campo por las SS, solo se conoce los nombres de 55 000.
El tratamiento de los prisioneros de las SS varió en cada sección del campo. Al principio, los prisioneros del "Campo de Intercambio" solían ser mejor tratados. Sin embargo, en octubre de 1943, las SS seleccionaron a 1 800 hombres y mujeres para el Sonderlager ("Campo Especial"), judíos de Polonia que habían conseguido pasaportes de países latinoamericanos. Desde que la mayoría de los gobiernos de esas naciones empezaron a rehusar los pasaportes, estas personas perdieron su valor para el régimen. Bajo el pretexto de enviarlos a un ficticio campo de Bergau, las SS los transportaron al campo de exterminio de Auschwitz-Birkenau, donde fueron asesinados en las cámaras de gas. Entre febrero y mayo de 1944, otros 350 prisioneros del "campo especial" fueron enviados a Auschwitz. Así, del total de 14.600 prisioneros en el campo de intercambio, al menos 3550 murieron, más de 1.400 de ellos en Belsen y 2.150 en Auschwitz.
En el Männerlager (la sección masculina del "Campo de Recuperación"), los prisioneros sufrieron aún más por la falta de atención, desnutrición, enfermedades y maltrato por parte de los guardias. Miles murieron. En el verano de 1944, al menos 200 hombres fueron asesinados por órdenes de las SS con inyecciones de fenol.
No había cámaras de gas en Bergen-Belsen. Los campos de exterminio estaban más al este. Sin embargo, las cifras actuales son de un número de muertos de más de 5 000 judíos, checos, polacos, cristianos antinazis, homosexuales y gitanos romanís y sintis. Entre ellos estuvo el pintor y escritor checo Josef Čapek, hacia abril de 1945. Fue quien acuñó la palabra "robot", popularizada por su hermano Karel Čapek.
La ratio de prisioneros muertos en Belsen aumentó mucho luego del comienzo del transporte masivo de prisioneros de otros campos, que empezó en diciembre de 1944. De 1943 a finales de 1944 murieron unos 3 100. De enero a mediados de abril de 1945 la cifra de muertos se elevó hasta los 35 000. Otros 14 000 murieron tras la liberación, entre el 15 de abril y finales de junio de 1945.
| Muertos en el campo de concentración de Bergen-Belsen Diciembre de 1944 a 15 de abril de 1945 | Muertos en el campo de concentración de Bergen-Belsen Diciembre de 1944 a 15 de abril de 1945 | Muertos en el campo de concentración de Bergen-Belsen Diciembre de 1944 a 15 de abril de 1945 |
| --------------------------------------------------------------------------------------------- | --------------------------------------------------------------------------------------------- | --------------------------------------------------------------------------------------------- |
| Diciembre de 1944                                                                             | al menos 360                                                                                  |                                                                                               |
| Enero de 1945                                                                                 | hacia 1 200                                                                                   |                                                                                               |
| Febrero de 1945                                                                               | hacia 6 400                                                                                   |                                                                                               |
| Marzo de 1945                                                                                 | al menos 18 168                                                                               |                                                                                               |
| Abril de 1945                                                                                 | hacia 10 000                                                                                  |                                                                                               |

Después de la guerra, se dijo que este campo era un lugar privilegiado con respecto a otros. Una demanda de la Comunidad Judía de Tesalónica, Grecia, contra 55 presuntos colaboracionistas decía que 53 de ellos fueron enviados a Bergen-Belsen como un favor especial de los alemanes.

## Liberación
Cuando los británicos y los canadienses avanzaron hacia Bergen-Belsen en 1945, el Ejército Alemán negoció una zona de tregua y exclusión alrededor del campo para evitar la propagación del tifus. El 11 de abril de 1945 Heinrich Himmler, el Reichsführer SS, aceptó dejar el campo sin luchar. Los guardias de las SS ordenaron a los prisioneros enterrar a algunos de los muertos. Al día siguiente, los representantes de la Wehrmacht se acercaron a los británicos y fueron llevados al VIII Corps. Hacia la 1 a. m. del 13 de abril, se firmó un acuerdo, designando el área de 48 km² de alrededor del campo como zona neutral. A la mayoría de los SS se les permitió irse. Solo un pequeño número de hombres y mujeres de las SS, incluyendo al comandante del campo Kramer, permanecieron para "mantener el orden dentro del campo". El exterior estaba guardado por húngaros y tropas alemanas. Debido a los duros combates cerca de Winsen y Walle, los británicos fueron incapaces de alcanzar Bergen-Belsen el 14 de abril, como habían planeado. El campo fue liberado la noche del 15 de abril de 1945.
Los primeros británicos en llegar fueron el teniente John Randall, del Servicio Aéreo Especial, y el conductor de su Jeep, que se encontraban una misión de reconocimiento y descubrieron el campo por casualidad. Cuando las tropas británicas y canadienses entraron, encontraron más de 13 000 cuerpos sin enterrar, incluyendo en los campos satélites, y unos 60 000 prisioneros, la mayor parte enferma y muriéndose de hambre. Los prisioneros habían estado sin comida ni agua durante días hasta la llegada de los aliados, en parte debido al bombardeo aliado. Justo antes y después de la liberación, morían unos 500 prisioneros al día, la mayoría de tifus. Lo que encontraron fue descrito por Richard Dimbleby, de la BBC, que les acompañaba:

Aquí, sobre un acre de tierra, yacían personas muertas y moribundas. No podías ver cuál era cuál […] Los vivos yacían con sus cabezas contra los cadáveres y a su alrededor se movía la horrible y fantasmal procesión de personas demacradas y sin rumbo, sin nada que hacer y sin esperanza de vida, incapaces de apartarse de tu camino, incapaces de mirar las terribles vistas a su alrededor […] Los bebés habían nacido aquí, pequeñas cosas marchitas que no podían vivir […] Una madre, enloquecida, gritó a un centinela británico que le diera leche para su hijo, y empujó al pequeño ácaro en sus brazos, luego salió corriendo, llorando terriblemente. Abrió el paquete y descubrió que el bebé había estado muerto durante días.

Este día en Belsen fue el más horrible de mi vida.

Carentes de mano de obra suficiente, los británicos permitieron que los húngaros siguieran a cargo y solo el comandante Kramer fue arrestado. Las SS y los húngaros dispararon a algunos prisioneros hambrientos que intentaban coger los suministros de comida de los almacenes. Los británicos empezaron a proveer cuidado médico de emergencia, ropa y comida. Después de la liberación, tuvieron lugar matanzas de venganza en el campo satélite que las SS habían creado en el área de los barracones del ejército y que se convirtió en el Hohne-Camp. Unos 15 000 prisioneros de Mittelbau-Dora habían sido relocalizados ahí a principios de abril. Estos prisioneros estaban en mejores condiciones físicas. Algunos hombres se volvieron contra quienes habían sido sus guardianes en Mittelbau. Unos 170 de estos "kapos" fueron asesinados el 15 de abril de 1945. El 20 de abril, cuatro pilotos alemanes atacaron el campo, dañaron el suministro de agua y mataron a tres celadores médicos británicos.
Los británicos obligaron al antiguo personal de las SS del campo a ayudar a enterrar a los miles de cuerpos de muertos en fosas comunes. Algunos funcionarios de Celle y Landkreis Celle fueron llevados a Belsen y confrontados con los crímenes cometidos junto a sus casas. Fotógrafos militares y camarógrafos de la Unidad de Cine y Fotográfica del Ejército Nº 5 documentaron las condiciones del campo y las medidas del Ejército Británico para mejorarlas. Muchas de las fotos y de las películas que hicieron del 15 de abril al 9 de junio de 1945 fueron publicadas o proyectadas en el extranjero. Los originales están en el Museo Imperial de la Guerra. Estos documentos han tenido un impacto duradero en la percepción internacional y la memoria de los campos de concentración nazis. Según Habbo Knoch, director de la institución que se encarga en la actualidad del lugar: "Bergen-Belsen […] se ha convertido en un sinónimo en todo el mundo de los crímenes alemanes cometidos durante la época del régimen nazi".
El campo de concentración de Bergen-Belsen fue quemado por completo desde blindados Universal Carrier con lanzallamas. Como dejó de existir, el nombre se aplicó a otro campo para personas desplazadas cerca de allí. Hubo esfuerzos masivos para ayudar a los supervivientes con comida y tratamiento médico, liderados por el brigadier Glyn Hughes, delegado director de Servicios Médicos del Segundo Ejército, y por James Johnston, oficial médico veterano. A pesar de sus esfuerzos, unos 9 000 murieron en abril y para finales de junio de 1945 había muerto otros 4 000. Tras la liberación, murieron un total de 13 994 personas.
Fueron enviados dos equipos de especialistas desde el Reino Unido para lidiar con los problemas de alimentación. El primero, liderado por A. P. Meiklejohn, incluyó a 96 estudiantes médicos voluntarios de hospitales universitarios de Londres que lograron reconocimiento posterior por haber logrado reducir la ratio de muertes entre prisioneros. El Consejo de Investigación Médica envió a un equipo liderado por el doctor Janet Vaughan para probar la eficacia de varios regímenes alimentarios.
Las tropas británicas y el equipo médico probaron estas dietas para alimentar a los prisioneros, en este orden:
- Ternera de raciones del Ejército. La mayoría de los sistemas digestivos de los prisioneros estaban en un estado demasiado débil debido a la inanición a largo plazo para procesar tales alimentos.
- Leche desnatada. El resultado fue algo mejor, pero todavía lejos de lo deseable.
- Mezcla de Bengala para hambrunas. Es un arroz con azúcar que dio buenos resultados después de la hambruna de Bengala de 1943, pero menos eficaz para los europeos que para los bengalís por las diferencias en las comidas acostumbradas.[45] Al añadir el ingrediente común pimentón a la mezcla se hizo más degustable para estas personas y comenzaron a recuperarse.

Algunos estaban demasiado débiles incluso para consumir la mezcla de Bengala para hambrunas. Se intentó la alimentación intravenosa pero fue abandonada. Los doctores de las SS habían usado inyecciones para asesinar prisioneros por lo que se ponían histéricos al ver ese equipamiento.

## Posterioridad

### Persecución legal
Gran parte del antiguo personal de las SS que sobrevivió a la epidemia de tifus fue juzgado por los británicos en el Juicio de Bergen-Belsen. Durante el período en que funcionó como campo de concentración, al menos 480 personas trabajaron como guardias o miembros del personal del comandante, incluidas 45 mujeres. Del 17 de septiembre al 17 de noviembre de 1945, 45 de ellos fueron juzgados por un tribunal militar en Lüneburg. Esto incluyó al comandante Josef Kramer, 16 hombres de las SS, 16 mujeres guardias de las SS y 12 antiguos "kapos", uno de los cuales enfermó durante el juicio. Entre ellas estuvieron Irma Grese, Hildegard Kanbach, Magdalene Kessel, Irene Haschke, Anneliese Kohlmann, Herta Ehlert, Elisabeth Völkenrath, Juana Bormann, Hertha Bothe y Fritz Klein. Muchos de los acusados no solo fueron acusados de crímenes cometidos en Belsen, sino de delitos anteriores en Auschwitz. Sus actividades en otros campos como Mittelbau-Dora, Ravensbrück, Neuengamme, los subcampos de Gross Rosen en Neusalz y Langenleuba, y el subcampo de Mittelbau-Dora en Gross Werther no fueron objeto del juicio. Se basó en leyes militares británicas y los cargos se limitaron a crímenes de guerra. La cobertura mediática sustancial del juicio proporcionó información detallada sobre los asesinatos en masa en Belsen, así como sobre las cámaras de gas de Auschwitz.
Once fueron sentenciados a muerte; entre ellos, Kramer, Volkenrath y Klein. Los ahorcamientos tuvieron lugar el 13 de diciembre de 1945 en Hamelin. Catorce fueron absueltos (uno fue excluido del juicio por enfermedad). De los 19 restantes, uno fue sentenciado a cadena perpetua pero ejecutado por otro delito. Dieciocho fueron condenados a prisión por períodos de uno a 15 años; sin embargo, la mayoría de estas sentencias se redujeron en apelaciones o súplicas de indulto. Otros nueve miembros del personal de Belsen fueron juzgados por tribunales militares posteriores en 1946 y 1948.
Los tribunales de desnazificación fueron creados por los aliados para procesar a miembros de las SS y de otras organizaciones nazis. Entre 1947 y 1949 estos tribunales iniciaron procedimientos contra 46 antiguos miembros de las SS de Belsen. Alrededor de la mitad fueron archivados; se consideró que los acusados se vieron obligados a unirse a las SS. Los condenados recibieron penas de prisión de entre 4 y 36 meses o fueron multados. Como los jueces decidieron contar el tiempo que los acusados habían pasado en internación aliada hasta la sentencia, se consideró que los periodos ya se habían cumplido en su totalidad. Ningún soldado de la Wehrmacht fue juzgado por crímenes cometidos contra los reclusos de los campos en Bergen-Belsen y su región, a pesar de que el Tribunal Internacional Militar de Núremberg había considerado en 1946 que el tratamiento a los prisioneros de guerra soviéticos por parte de la Wehrmacht era un crimen de guerra.

### Monumento
El área del campo de Bergen-Belsen fue abandonada tras la quema de los edificios y el cierre del campo de desplazados cercanos en el verano de 1950. Quedaban pocos rastros. Sin embargo, ya en mayo de 1945, los británicos habían erigido grandes carteles en el antiguo campamento. Los ex prisioneros comenzaron a establecer monumentos. Los judíos desplazados erigieron uno de madera en septiembre de 1945, seguido de otro de piedra, por el primer aniversario de la liberación del campo, en 1946. El 2 de noviembre de 1945 se puso una gran cruz de madera dedicada a los prisioneros polacos asesinados. También a finales de 1945 los soviéticos construyeron un monumento a la entrada del cementerio de prisioneros de guerra. A esto siguió un monumento a los prisioneros italianos en 1950, pero fue retirado cuando los cuerpos fueron enterrados en el cementerio de Hamburgo.
Las autoridades militares británicas encargaron la construcción de un monumento permanente en septiembre de 1945 después de haber sido criticados el estado desolado del campamento. En el verano de 1946, una comisión presentó el plan de diseño, que incluía el obelisco y las paredes conmemorativas. El monumento se inauguró con una gran ceremonia en noviembre de 1952, con la participación del presidente de Alemania Theodor Heuss, quien pidió a los alemanes que nunca olvidaran lo que había sucedido en Belsen.
Durante un tiempo, sin embargo, recordar Bergen-Belsen no fue una prioridad política. Los periodos de atención fueron seguidos por largas fases de negligencia oficial. Durante gran parte de la década de 1950, Belsen "fue cada vez más olvidado como un lugar de recuerdo".
Solo después de 1957 grandes grupos de jóvenes visitaron el lugar donde murió Ana Frank. Después de que pusieran un grafiti antisemita en la sinagoga de Colonia tras la Navidad de 1959, el canciller alemán Konrad Adenauer siguió una sugerencia de Nahum Goldmann, presidente del Congreso Mundial Judío y visitó el lugar. En un discurso ante el monumento de Bergen-Belsen, Adenauer aseguró que los judíos que continuasen viviendo en Alemania tendría el mismo respeto y seguridad que cualquier otro.
El público alemán vio el monumento de Belsen como un lugar judío de recuerdo. Sin embargo, el monumento fue rediseñado entre 1960 y 1961. En 1966, se abrió un centro de documentación que ofrecía una exposición permanente sobre la persecución de los judíos, con un enfoque en los acontecimientos en los cercanos Países Bajos, donde Ana Frank y su familia habían sido arrestados en 1944. Esto se complementó con una descripción general de la historia del campo de Bergen-Belsen. Esta fue la primera exposición permanente en Alemania sobre el tema de los crímenes nazis. Sin embargo, todavía no había personal científico en el sitio, con un solo ujier como personal permanente. Los eventos conmemorativos solo eran organizados por los propios supervivientes.
En octubre de 1979, la presidenta del Parlamento Europeo Simone Veil, superviviente de Auschwitz y Bergen-Belsen, fue al monumento para un discurso que se centró en la persecución nazi de romaníes y sintis. Esta fue la primera vez que un evento oficial en Alemania reconoció este aspecto de la era nazi.
En 1985, la atención internacional se centró en Bergen-Belsen. El campamento fue incluido en el itinerario de Ronald Reagan cuando visitó Alemania Occidental después de una controversia sobre una visita a un cementerio donde había enterrados miembros de la Waffen SS. Poco antes de la visita de Reagan el 5 de mayo, hubo un gran acto conmemorativo con motivo del 40.º aniversario de la liberación del campo, al que asistieron el presidente alemán Richard von Weizsäcker y el canciller Helmut Kohl. A raíz de estos eventos, el parlamento de la Baja Sajonia decidió ampliar el centro de exposiciones y contratar personal científico. En 1990, la exposición permanente fue reemplazada por una nueva y se abrió un edificio de documentos más grande.
En el 2000, el Gobierno Federal de Alemania comenzó a financiar el lugar. Cofinanciado por el estado de Baja Sajonia, se planificó un rediseño completo que debía estar más en línea con el pensamiento contemporáneo sobre el diseño de exposiciones. El 15 de abril de 2005, hubo una ceremonia conmemorando el 60.º aniversario de la liberación y acudieron muchos antiguos prisioneros y miembros de las tropas de liberación. En octubre de 2007, se inauguró el sitio conmemorativo rediseñado, que incluye un nuevo Centro de Documentación grande y una exposición permanente en el borde del campamento recién redefinido, cuya estructura y diseño ahora se pueden rastrear. Desde 2009, el monumento ha recibido continuos fondos del gobierno federal.
El sitio está abierto al público e incluye monumentos a los muertos, incluida una sucesora de la Cruz de madera de 1945, algunas piedras conmemorativas individuales y una "Casa del Silencio" para la reflexión. Además de los monumentos nacionales judíos, polacos y holandeses, en diciembre de 2012 se dedicó un monumento a ocho ciudadanos turcos que fueron asesinados en Belsen.

## Relatos personales
- El británico Michael Bentine, que tomó parte en la liberación del campo, escribió sobre Belsen:

Se han escrito millones de palabras sobre estos campos del horror, muchas de ellas por presos de esos lugares increíbles. He intentado, sin éxito, describirlo desde mi propio punto de vista, pero las palabras no llegan. Para mí, Belsen fue la máxima blasfemia.

- «Memorias de Ana Frank», un libro escrito por Alison Leslie Gold con recopilaciones de Hannah Goslar, una amiga de Ana Frank.
- Mervin Willett Gonin, de la Orden del Servicio Distinguido, escribió en su diario sobre lo que pasó justo después de la liberación.
- Anita Lasker-Wallfisch describe su vida en Bergen-Belsen, su liberación y su estancia en el campo de personas desplazadas en su autobiografía «Heredar la verdad».[61]
- Shaul Ladany, que estuvo en el campo a los 8 años y luego sobrevivió a la Masacre de Múnich en las Olimpiadas de Verano de 1972 recordó:

Vi a mi padre golpeado por las SS, y perdí a la mayoría de mi familia allí […] Un acuerdo de rescate que los estadounidenses intentaron salvó a 2.000 judíos y yo fui uno. En realidad yo iba a la cámara de gas, pero fui indultada. Dios sabe por qué.

- En su libro «De Belsen al Palacio de Buckingham», Paul Oppenheimer cuenta los eventos que llevaron al internamiento de toda su familia en el campo y su encarcelamiento allí entre febrero de 1944 y abril de 1945, cuando tenía entre 14 y 15 años.
- Al describir el campo de concentración, el mayor Dick Williams, uno de los primeros soldados británicos en entrar y liberar el campo, dijo: "Era un lugar inmundo y sucio; un infierno en la Tierra".[63]
- Abel Herzberg escribió el diario «Entre dos arroyos» durante su internamiento en Bergen-Belsen.[64]
- Los militares británicos Denis Norden y Eric Sykes se encontraron con el campo en 1945 poco después de la liberación. Skyes escribió: "Horrorizado, horrorizado, repelido: es difícil encontrar palabras para expresar cómo nos sentimos al ver la degradación de algunos de los reclusos que aún no habían sido repatriados". "Se pusieron en cuclillas con sus uniformes delgados y rayados, estructuras óseas inmóviles que podrían haber tenido entre 30 y 60 años de edad, mirando al frente con ojos muertos, desesperados e incapaces de sentir alivio por su liberación".[65]
- Varios artistas británicos describieron las secuelas de la liberación del campo. Entre estos estaban Enric Taylor, Leslie Cole, Doris Zinkeisen, Mary Kessell y Edgar Aisworth.[66]
- En su autobiografía de 2011 «Yo fui un chico en Belsen», el superviviente del Holocausto Tomi Reichental recogió su experiencia como prisionero del campo de concentración de Bergen-Belsen.[67]
- El superviviente del Holocausto Joseph Schupack escribió sobre su estancia en Bergen-Belsen en su libro de 1984 «Los años de la muerte: memorias del Holocausto».[68]
- El teniente coronel Mervin Willett Gonin, de la Orden del Servicio Distinguido, también escribió sobre la liberación del campo.[69]